# Acrotriche
Acrotriche je rod čeledi vřesovcovité. Druhy tohoto rodu se vyskytují v oblastech Australského kontinentu.

## Druhy
- Acrotriche affinis DC.
- Acrotriche aggregata R.Br.
- Acrotriche baileyana (Domin) J.M.Powell
- Acrotriche cordata (Labill.) R.Br.
- Acrotriche depressa R.Br.
- Acrotriche divaricata R.Br.
- Acrotriche dura (Benth.) Quinn
- Acrotriche fasciculiflora (Regel) Benth.
- Acrotriche halmaturina B.R.Paterson
- Acrotriche leucocarpa Jobson & Whiffin
- Acrotriche patula R.Br.
- Acrotriche plurilocularis Jackes
- Acrotriche prostrata F.Muell.
- Acrotriche ramiflora R.Br.
- Acrotriche rigida B.R.Paterson
- Acrotriche serrulata R.Br.